# Irene Galter
Irene Galter, pseudonimo di Irene Patuzzi (Merano, 16 settembre 1931 – Novara, 7 giugno 2018), è stata un'attrice italiana.

## Biografia
Per il cinema ha interpretato diverse commedie sia di contenuto drammatico sia di genere leggero, anche accanto a Totò e Gino Cervi, come ad esempio ne Il coraggio, del 1955. Nella sua filmografia figura anche il musicarello Canzoni da tutta Italia, girato nello stesso anno con Domenico Paolella ed in cui ha recitato accanto a Marco Vicario, Rossana Podestà, Silvana Pampanini, Fausto Tozzi e Anna Maria Ferrero. In televisione è stata Isabella Linton, moglie di Massimo Girotti-Heatcliff e rivale in amore di Anna Maria Ferrero-Catherine in Cime tempestose, sceneggiato televisivo del 1956 diretto da Mario Landi.

## Filmografia

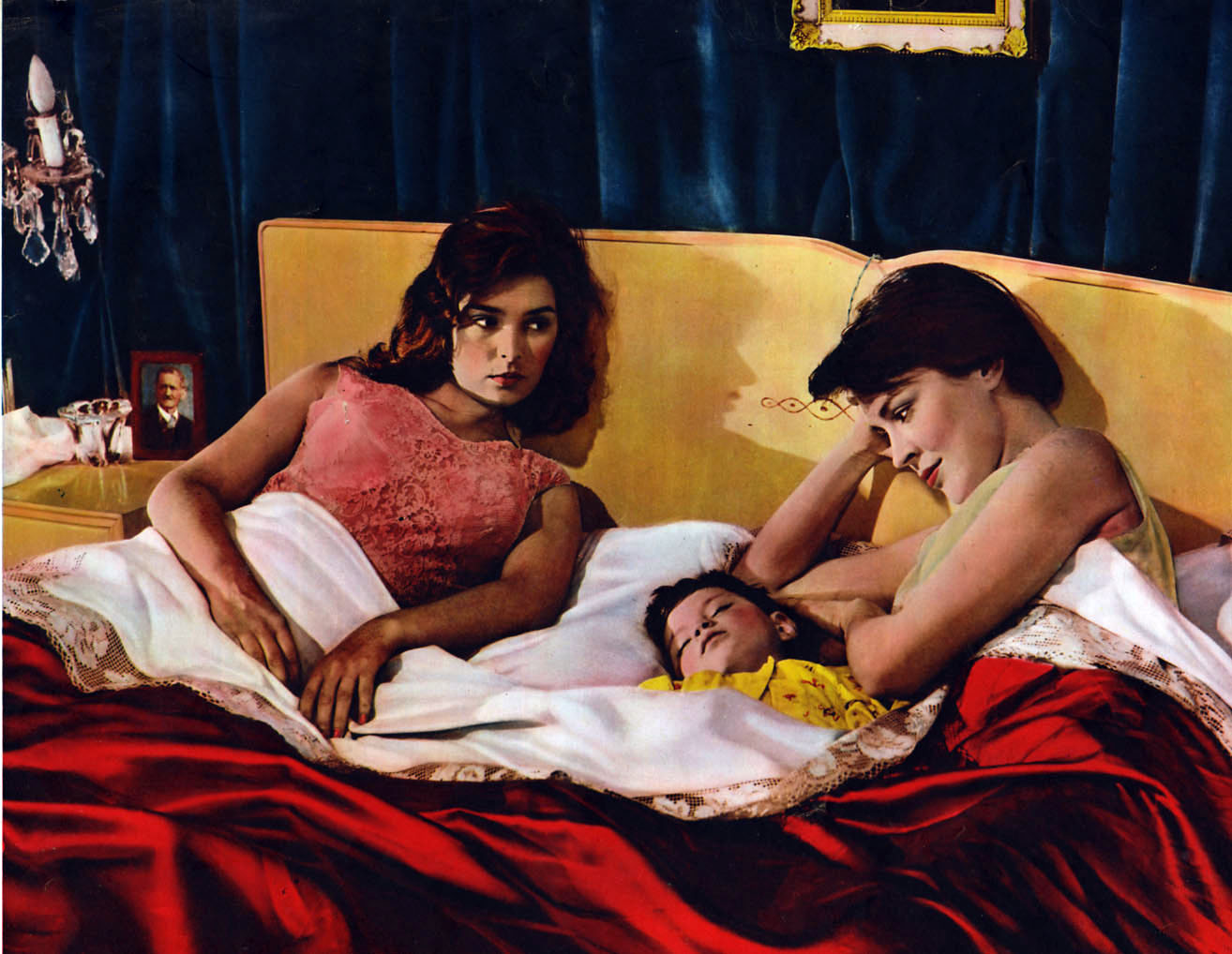
Irene Galter e Lia Di Leo nel film Il sole negli occhi

- Roma ore 11, regia di Giuseppe De Santis (1952)
- Menzogna, regia di Ubaldo Maria Del Colle (1952)
- Processo alla città, regia di Luigi Zampa (1952)
- Legione straniera, regia di Basilio Franchina (1952)
- Il sole negli occhi, regia di Antonio Pietrangeli (1953)
- Labbra proibite (Quand tu liras cette lettre), regia di Jean-Pierre Melville (1953)
- Le avventure di Giacomo Casanova, regia di Steno (1954)
- La schiava del peccato, regia di Raffaello Matarazzo (1954)
- Due lacrime, regia di Giuseppe Vari (1954)
- Garibaldina, episodio di Cento anni d'amore, regia di Lionello De Felice (1954)
- Il coraggio, regia di Domenico Paolella (1955)
- Canzoni di tutta Italia, regia di Domenico Paolella (1955)
- Silenzio... si spara!, regia di John Berry (1955)
- Der Himmel ist nie ausverkauft, regia di Alfred Weidenmann (1955)
- Liane, das Mädchen aus dem Urwald, regia di Eduard von Borsody (1956)
- Addio sogni di gloria, regia di Giuseppe Vari (1957)
- La chiamavan Capinera..., regia di Piero Regnoli (1957)
- Amore a prima vista, regia di Franco Rossi (1958)
- Amore e guai..., regia di Angelo Dorigo (1958)

## Doppiatrici
- Maria Pia Di Meo in Cento anni d'amore, Il coraggio
- Micaela Giustiniani in Menzogna
- Rosetta Calavetta in Due lacrime (dialoghi)
- Carla Boni in Due lacrime (canto)
- Fiorella Betti in Amore e guai...

## Televisione
- Cime tempestose di Emily Brontë, regia di Mario Landi, sceneggiato tv in 5 puntate trasmesso dal 12 febbraio al 4 marzo 1956.
- I fratelli Castiglioni, regia di Sandro Bolchi, trasmessa il 10 gennaio 1958.